# غابي مانشيني
غابي مانشيني (24 أبريل 1940 - ) هو ملاكم كندي.

## روابط خارجية
- غابي مانشيني على موقع أوليمبيديا (الإنجليزية)
- غابي مانشيني على موقع قاعة كيبيك للمشاهير الرياضية (الفرنسية)